# Irene Miracle
Irene Miracle (Stillwater, Oklahoma, 24 de enero de 1954) es una actriz y directora de cine estadounidense, considerada leyenda del Cine B.

## Carrera
Nació en Stillwater, Oklahoma. Cuenta con ascendencia irlandesa, rusa y francesa. En su primera aparición en el cine encarnó a una víctima de asesinato en la película L'ultimo treno della notte (1975), versión italiana del largometraje The Last House on the Left. Logró reconocimiento internacional tras su participación en la laureada cinta de Alan Parker Midnight Express (1978). Por su papel como la novia del protagonista, ganó un Globo de Oro en la categoría de mejor actriz revelación. Acto seguido protagonizó la película de terror de Dario Argento Inferno (1980), interpretando a una mujer que debe lidiar con una antigua bruja. A partir de entonces se desempeñó como actriz, directora, guionista y productora.
En 2009 escribió y dirigió un cortometraje titulado Changeling, con poca repercusión en su país, aunque en Europa tuvo algo de reconocimiento.

## Filmografía

### Cine
| Año  | Título                       | Papel               | Notas                    |
| ---- | ---------------------------- | ------------------- | ------------------------ |
| 1975 | Night Train Murders          | Margaret Hoffenbach |                          |
| 1976 | La portiera nuda             | Gianna              |                          |
| 1978 | Midnight Express             | Susan               |                          |
| 1980 | Inferno                      | Rose Elliot         |                          |
| 1986 | In the Shadow of Kilimanjaro | Lee Ringtree        |                          |
| 1986 | Banter                       | Elizabeth Banter    |                          |
| 1986 | Laughing Horse               |                     | Telefilme                |
| 1988 | From Hollywood to Deadwood   | Marcia Diamond      |                          |
| 1989 | Nick Knight                  | Enfermera           | Telefilme                |
| 1989 | Veiled Threat                | Fran                |                          |
| 1989 | Puppet Master                | Dana Hadley         |                          |
| 1990 | Shattered Dreams             | Elaine              | Telefilme                |
| 1990 | Watchers II                  | Sarah Ferguson      |                          |
| 1994 | One Plus Two Equals Four     | Helen               |                          |
| 1996 | 2090                         | Stone               |                          |
| 1997 | Walking Thunder              | Emma McKay          | Última aparición en cine |
| 2009 | Changeling                   |                     | Directora y guionista    |